# 黑足鳞毛蕨
黑足鳞毛蕨（学名：Dryopteris fuscipes）为鳞毛蕨科鳞毛蕨属下的一个种。